# 傅映
傅映（457年—539年），字徽遠，北地靈州（今宁夏灵武）人，南北朝南齊、南梁官員。
傅映是西晉司隸校尉傅咸的七世孫，祖父傅和之，父親傅淡，兄長傅昭。傅映三歲時父親因竟陵王劉誕謀反被殺害，他和傅昭二人兄弟友睦，潔身自愛，只做符合禮儀的事；傅昭獲任命為臨海太守，陸倕為他餞行，宴會到晚上還沒有完結，傅映就以傅昭年老，不能連夜極樂，親自到陸倕處接他回家，當時兄弟二人頭髮已經斑白，因此同時代的人都佩服傅映。傅昭去世，他以父親逝世的禮節服喪，年逾七十也哭泣得超過禮儀，喪服脫去了，仍然很容易感傷哀痛。傅映廣泛閱讀記傳，有文才卻不會自負，年輕時與劉繪、蕭琛友好；劉繪擔任南康國相，其時他任職府丞，教令都由他負責草擬。褚淵聽聞後很高興，就和兒子褚賁到南康請未成年的傅映出仕，傅映因為兄長傅昭尚未擔任官職推辭。永元元年（499年），傅映擔任鎮軍將軍江夏王蕭寶玄的軍事，外任武康令，很快因為公事免官。
天監初年，傅映獲任命為征虜將軍鄱陽王蕭恢的參軍、建安王蕭偉的中權錄事參軍、領軍長史，烏程令，他所得的俸祿都給與兄長；後來轉為臨川王蕭宏的錄事參軍、南臺治書、安成王蕭秀的錄事、太子翊軍校尉，再遷官中散大夫、光祿卿、太中大夫。大同五年（539年）他去世，虛歲八十三，兒子傅弘。

## 引用
1. 1 2  《梁書·卷二十六·列傳第二十》：傅昭，字茂遠，北地靈州人，晉司隸校尉咸七世孫也。祖和之，父淡，善《三禮》，知名宋世。淡事宋竟陵王劉誕，誕反，淡坐誅。……映字徽遠，昭弟也。三歲而孤。兄弟友睦，修身厲行，非禮不行。始昭之守臨海，陸倕餞之，賓主俱歡，日昏不反，映以昭年高，不可連夜極樂，乃自往迎候，同乘而歸，兄弟並已斑白，時人美而服焉。及昭卒，映喪之如父，年逾七十，哀戚過禮，服制雖除，每言輒感慟。
2. 1 2  《南史·卷六十·列傳第五十》：傅昭字茂遠，北地靈州人，晉司隸校尉咸七世孫也。祖和之，父淡，善三禮，知名宋世。淡事宋竟陵王誕，誕反坐誅。……昭弟映字徽遠，三歲而孤。兄弟友睦，修身勵行，非禮不動。始昭之守臨海，陸倕餞之，賓主俱歡，日暮不反。映以昭年高，不可連夜極樂，乃自往候接，同乘而歸。兄弟並已斑白，時人美而服焉。及昭卒，映喪之如父，年踰七十，哀戚過禮，服制雖除，每言輒慟。
3. ↑  《梁書·卷二十六·列傳第二十》：映泛涉記傳，有文才，而不以篇什自命。少時與劉繪、蕭琛相友善，繪之爲南康相，映時爲府丞，文教多令具草。褚彥回聞而悅之，乃屈與子賁等遊處。年未弱冠，彥回欲令仕，映以昭未解褐，固辭，須昭仕乃官。永元元年，參鎮軍江夏王軍事，出爲武康令……尋以公事免。
4. ↑  《梁書·卷二十六·列傳第二十》：天監初，除征虜鄱陽王參軍，建安王中權錄事參軍，領軍長史，烏程令。所受俸祿，悉歸于兄。復爲臨川王錄事參軍，南臺治書，安成王錄事，太子翊軍校尉，累遷中散大夫、光祿卿，太中大夫。大同五年，卒，年八十三。子弘。
5. ↑  《南史·卷六十·列傳第五十》：天監中，位烏程令，卒于太中大夫。子弘。